# 加爾沃林縣

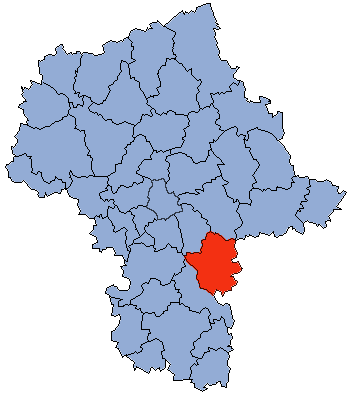

51°54′N 21°38′E / 51.900°N 21.633°E
加爾沃林縣（波蘭語：Powiat garwoliński），是波蘭的縣份，位於該國中東部，由馬佐夫舍省負責管轄，首府設於加爾沃林，面積1,284平方公里，2006年人口106,227，人口密度每平方公里83人。